# Бирсеуца
Бирсеуца (рум. Bârsăuța) — село у повіті Селаж в Румунії. Входить до складу комуни Ілянда.
Село розташоване на відстані 373 км на північний захід від Бухареста, 51 км на схід від Залеу, 63 км на північ від Клуж-Напоки.

## Населення
За даними перепису населення 2002 року у селі проживали 23 особи, усі — румуни. Усі жителі села рідною мовою назвали румунську.